# Ивашевка (Татарстан)
Ивашевка (тат. Ивашевка) — село в Буинском районе Республики Татарстан России. Входит в состав Адав-Тулумбаевского сельского поселения.

## География
Село находится в юго-западной части Татарстана, в зоне хвойно-широколиственных лесов, в пределах восточной окраины Приволжской возвышенности, на левом берегу реки Свияги, на расстоянии примерно 5 километров (по прямой) к юго-востоку от города Буинска, административного центра района. Абсолютная высота — 72 метра над уровнем моря.

### Климат
Климат характеризуются как умеренно континентальный, с умеренно холодной продолжительной зимой и тёплым летом. Среднегодовая температура воздуха составляет 3,9 °С. Средняя температура воздуха самого холодного месяца (января) — −11,1 °C (абсолютный минимум — −48 °C); самого тёплого месяца (июля) — 19,3 °C (абсолютный максимум — 39 °C). Безморозный период длится 125—130 дней. Среднегодовое количество атмосферных осадков составляет 483,1 мм, из которых около 345 мм выпадает в период с апреля по октябрь.

### Часовой пояс
Село Ивашевка, как и весь Татарстан, находится в часовой зоне МСК (московское время). Смещение применяемого времени относительно UTC составляет +3:00.

## История
Основано в 1670-х годах. До отмены крепостного права жители относились к категории помещичьих крестьян. В селе находилось родовое имение П. Н. Ивашева, отца декабриста В. П. Ивашева. В начале XX века в Ивашевке действовали земская школа и конный завод.

## Население
Население села Ивашевка в 2011 году составляло 5 человек.
| 1795 | 1859 | 1880 | 1897 | 1913 | 1920 | 1926 | 1938 | 1949 | 1958 | 1970 | 1979 | 1989 | 2002 | 2011 |
| ---- | ---- | ---- | ---- | ---- | ---- | ---- | ---- | ---- | ---- | ---- | ---- | ---- | ---- | ---- |
| 622  | 571  | 766  | 899  | 600  | 663  | 737  | 643  | 449  | 366  | 176  | 109  | 32   | 11   | 5    |

### Национальный состав
Согласно результатам переписи 2002 года, в национальной структуре населения русские составляли 100 %.